# Дулли, Грег
Грег Дулли (англ. Greg Dulli; род. 11 мая 1965) — американский музыкант, певец, автор песен и продюсер. Родился и вырос в Гамильтоне, штат Огайо. Музыкальную карьеру начал в 1986 году в группе The Afghan Whigs. С 2000 года — лидер The Twilight Singers. Также, наряду с Марком Ланеганом, является основателем дуэта The Gutter Twins.

## Биография
Грег Дулли основал свою первую группу The Afghan Whigs в конце 1980-х, вместе с басистом Джоном Кёрли и гитаристом Риком МакКоламом. Коллектив давал большое число концертов и уже в начале 1990-х привлёк к себе значительную аудиторию, включая руководство сиэтлского лейбла Sub Pop. The Afghan Whigs стали первой группой Sub Pop не из северо-запада США.
В 1994 году Дулли был ведущим вокалистом в супергруппе Backbeat Band, записавшей саундтрек к биографическом фильму о The Beatles «Пятый в квартете». В состав Backbeat Band, помимо Дулли, входили Тёрстон Мур (Sonic Youth), Дон Флеминг (Gumball), Майк Миллз (R.E.M.), Дэйв Грол (Nirvana, позже — Foo Fighters) и Дэйв Пирнер (Soul Asylum).
Дулли был свидетелем появления рок-группы Foo Fighters, куда поначалу входил один Дэйв Грол. Грег был единственным музыкантом, помимо самого Грола, участвовавшем в записи альбома Foo Fighters (1995). Грег наблюдал за тем, как Дэйв записывает материал для дебютного альбома группы и в итоге Грол, уставший от наблюдения за собой, вручил Дулли гитару. Гитарная партия Грега звучит в песне «X-Static».
Конец 1990-х для певца был отмечен поиском нового музыкального курса — записью последнего альбома The Afghan Whigs и рождением группы The Twilight Singers. В декабре 1998 года Дулли был госпитализирован с переломом черепа после драки с работником сцены в клубе Liberty Lunch в Остине, штат Техас. Однако это не помешало музыканту уже на следующий год принять участие в записи трибьют-альбома основателю группы Moby Grape Александру «Скипу» Спенсу, который был болен раком лёгких. На альбом More Oar: A Tribute to the Skip Spence Album вошла песня «Dixie Peach Promenade» в исполнении Грега. Скип Спенс успел послушать только черновой вариант альбома.
После неприятного инцидента в Остине у основателя и менеджера The Twilight Singers произошёл диалог: «Почему мы не играем в Остине?» — спросил Дулли. «Не думаю, что вы хотели бы вернуться туда.» — ответил агент. «Закажите мне шоу в Остине. Я не трус.»
В начале 2000-х участники The Afghan Whigs полюбовно распустили группу и Грег Дулли, вместе с басистом Шоном Смитом и гитаристом Грольдом «Хэппи» Чичестером, отдал своё время работе в The Twilight Singers. Впоследствии музыкант без энтузиазма высказывался о перспективах воссоединения The Afghan Whigs: «Возвращаться с ними — всё равно что заниматься сексом с бывшей женой. Может быть, это и весело, но не думаю, что я хотел бы делать это.»
В 2003 году Грег начал записываться с Марком Ланеганом, с которым он познакомился в середине 1990-х. «Мы пели вместе на кухнях друг у друга много лет. Он феноменальный певец.» — отзывался Дулли о Ланегане. Новая группа обрела форму лишь пять лет спустя, когда под вывеской The Gutter Twins были выпущены альбомы Saturnalia и Adorata. Помимо этого, Дулли участвовал в создании шести альбомов Марка: Here Comes That Weird Chill (2003), Bubblegum (2004), Blues Funeral (2012), Gargoyle (2017), Somebody's Knocking (2019), Straight Songs Of Sorrow (2020), записав партии бэк-вокала, гитары и ударных.
Музыкант также выпустил сольный студийный альбом Amber Headlights (2005) и концертные Live at Triple Door (2008) и Live in New Orleans (2010). В 2020 году, после перерыва в 15 лет, вышел второй сольный студийный альбом — Random Desire, расценённый рядом критиков как дебютный. В конце 2009 года Дулли принял участие в записи трибьют-альбома Keep Your Soul: A Tribute to Doug Sahm, а в середине 2010-х на его веб-сайте были опубликованы для бесплатного скачивания песни «Paper Thin Hotel» (2014, кавер-версия Леонарда Коэна), «A Crime» (2015, кавер Шэрон Ван Эттен) и «Modern Love» (2016, кавер Дэвида Боуи).
В октябре 2010 года Грег впервые за свою карьеру отправился в сольные гастроли, состоящие из 29 концертов в 5 различных странах. В декабре 2011 года появилось сообщение о воссоединении The Afghan Whigs для ряда музыкальных фестивалей. В 2014 году коллектив выпустил новый студийный альбом, первый за 16 лет. Спустя три года вышел очередной, восьмой полноформатный альбом.

## Дискография
The Afghan Whigs
- Big Top Halloween (1988)
- Up in It (1990)
- Congregation (1992)
- Gentlemen (1993)
- Black Loven (1996)
- 1965 (1998)
- Do to the Beast (2014)
- In Spades (2017)

The Twilight Singers
- Twilight as Played by The Twilight Singers (2000)
- Blackberry Belle (2003)
- She Loves You (2004)
- Powder Burns (2006)
- Dynamite Steps (2011)

The Gutter Twins
- Saturnalia (2008)
- Adorata (2008)

Сольные альбомы
- Amber Headlights (2005)
- Live at Triple Door (2008)
- Live in New Orleans (2010)
- Random Desire (2020)